# La Degollada
La Degollada ou Casas de La Degollada est un hameau de la commune de Yaiza, à Lanzarote dans les Îles Canaries. 

## Le village
Le village est situé au fond de la vallée de Fenauso, entre le volcan La Atalaya, à l'est et La Montaña del Cabo à l'ouest. Aux Canaries, Degollada signifie passage entre deux montagnes.

## Histoire
Le village est mentionné en 1772 par l'ingénieur militaire José Ruiz Cermeño. En 1860, d'après Pedro de Olive, il comptait 86 habitants.

## Vues du village

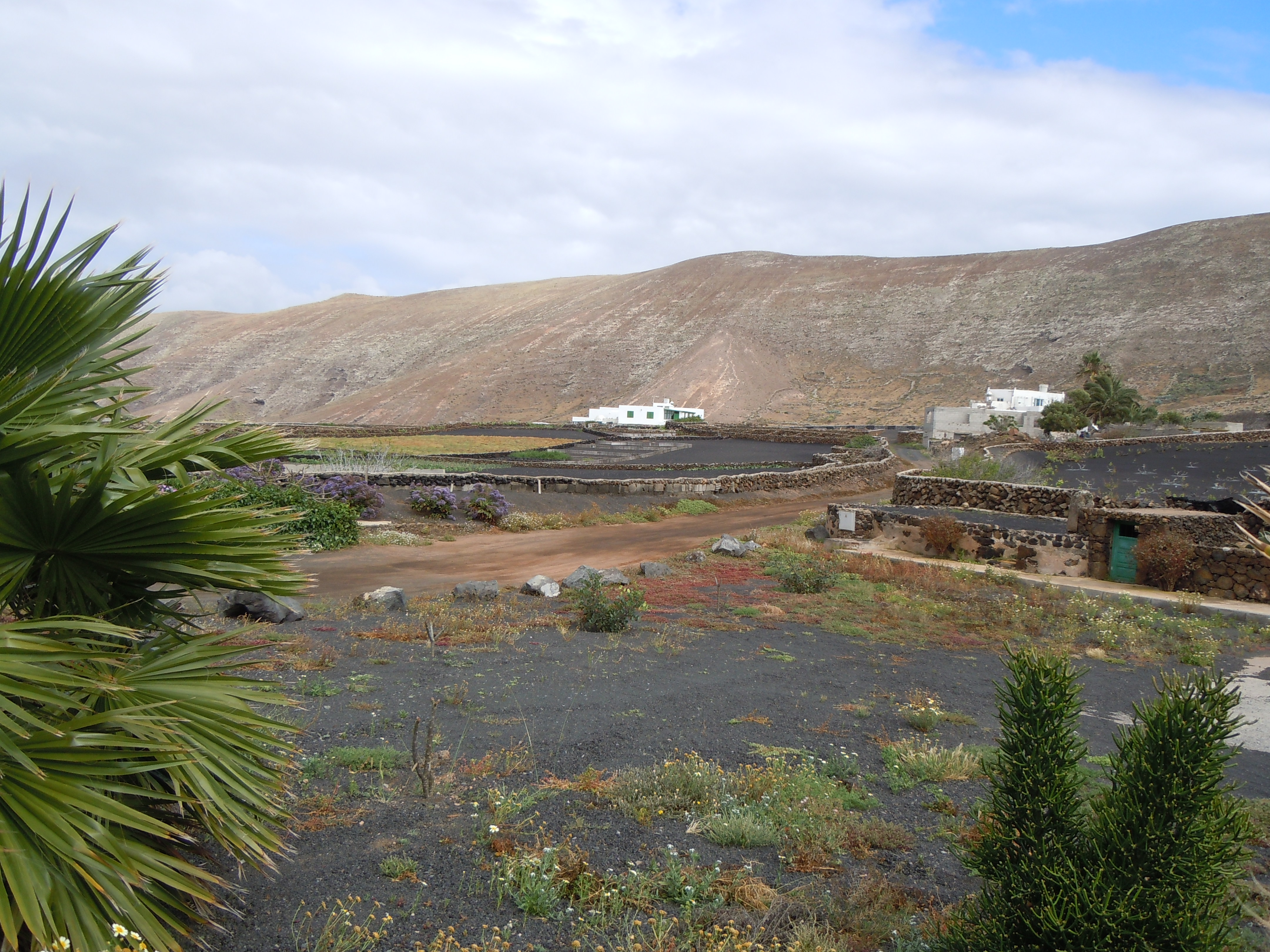
Vallée de Fenauso
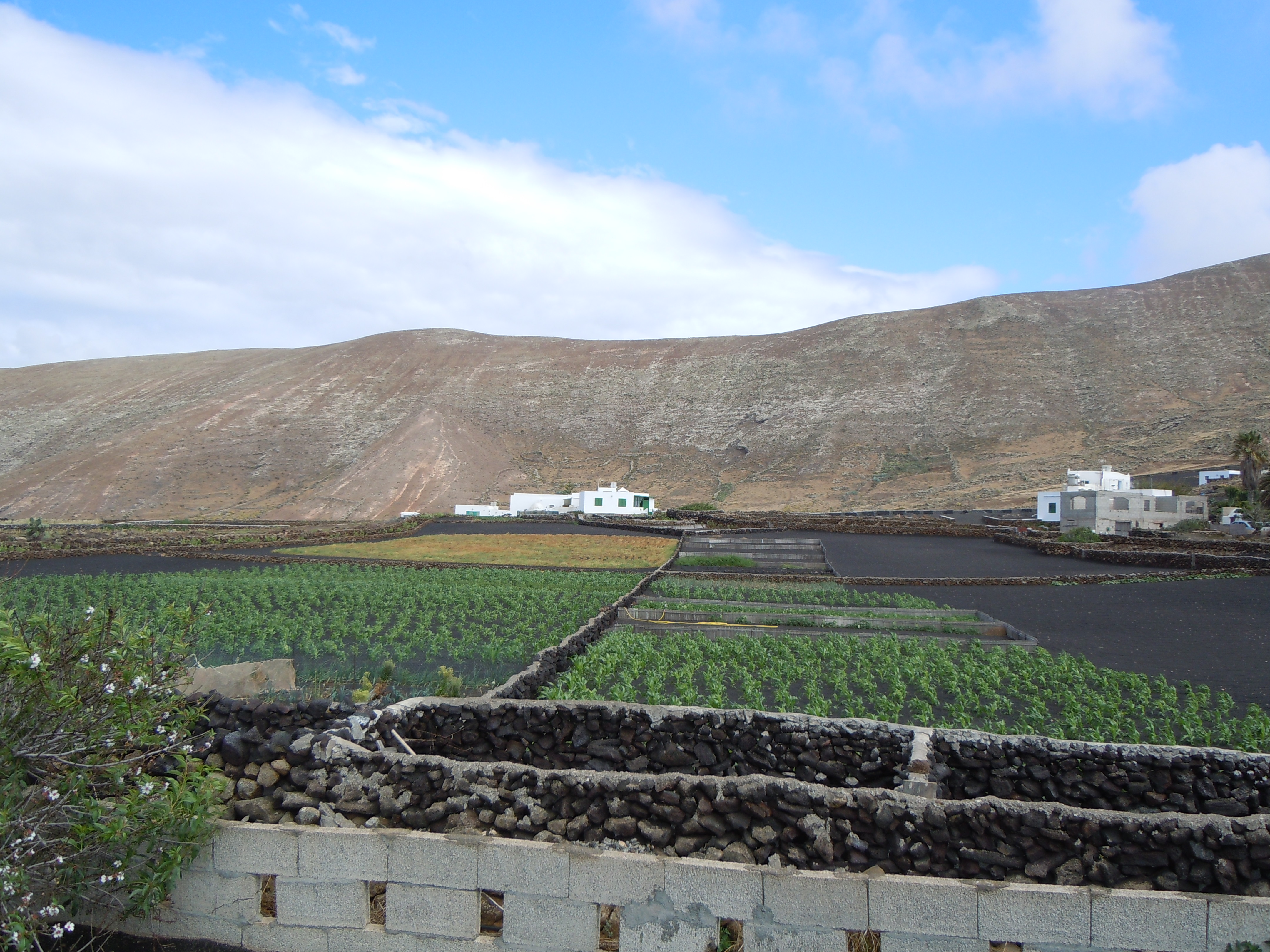
Agriculture locale
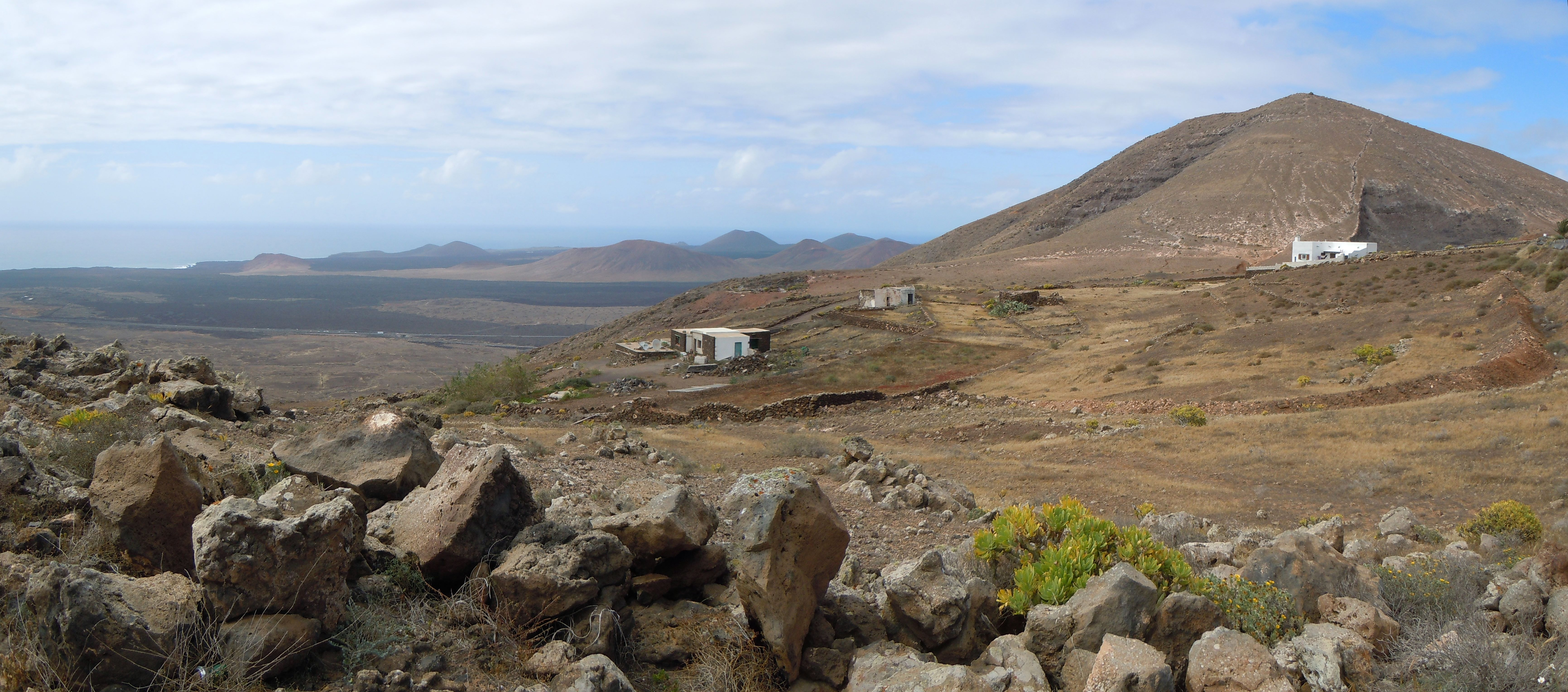
Vue panoramique sur la Montana El Cabo depuis le haut du village.